# David Julius Billengren
David Julius Billengren, född 20 juli 1802 i Rickarum, Äsphults socken, Kristianstads län, död 31 juli 1862 i Pjätteryd, var författare och från 1841 provinsialläkare i Ljungby. Billengren skrev bland annat Guldäpple med silverblad och Kung Lindorm och kung Trana, som båda finns i sagosamlingen Svenska sagor, utgiven 1945 av Kungl. Gustav Adolfs Akademien i Uppsala.
Gifte sig 29 september 1835 i Nävlinge socken med Fredrika Dorothea Wilhelmina Dahlberg. Bland deras barn utmärker sig bland annat Magnus Gustaf Ehrenfried Billengren, född 2 oktober 1842 i Ljungby, död 3 december 1923, och David Wilhelm Leonard Billengren, född 29 mars 1839 i Ljungby, död 8 oktober 1906.